# Gal*Gun 2
Gal*Gun 2 (ぎゃる☆がん2?, Gyaru Gan 2) è un videogioco sparatutto in prima persona con elementi di dating sim in stile Ecchi, sviluppato e pubblicato dalla compagnia giapponese Inti Creates nel 2018 e distribuito nello stesso anno da PQube al di fuori del Giappone, facente parte della serie Gal*Gun. Si distingue dai titoli precedenti per avere una storia diversa e per aggiungere al gameplay nuove meccaniche di gioco, come il Demon Sweeper, la modalità di difesa e quella di ricerca oggetti.

## Trama
La vicenda narra di un liceale giapponese, del quale non viene riportato il nome, che una mattina trova sul suo banco di scuola una misteriosa scatola, la quale dopo poco si scoprirà contenere una pistola a feromoni, un visore ed un aspiratore, il tutto fornitogli dalla "Angel Ring Co." una società formata da Angeli con sede in paradiso, incaricata di combattere contro i Demoni.
Nello stesso momento in cui il ragazzo apre la scatola compare l'Angelo Risu, la quale avrà il compito di guidare il protagonista nelle sfide giornaliere, gli Angeli infatti non possono direttamente combattere contro i Demoni sulla Terra, perché è una sorta di zona neutra, perciò devono servirsi dell'ausilio umano. 
In particolare il ragazzo dovrà sconfiggere in varie battaglie il Demone Kuorona, la quale ha la "posseduto" la scuola e le studentesse, che a loro volta saranno tutte irresistibilmente attratte dal protagonista per via del visore angelico che indossa, che gli serve per vedere Risu, e per interagire con il mondo sovrannaturale. 
Il giocatore dovrà eliminare quanti più demoni possibili, risucchiandoli con l'aspiratore, e contemporaneamente schivando le avnces ed i baci delle sue compagne di scuola, che altrimenti gli bloccherebbero la strada inseguendolo e spingendolo a terra, e per farlo dovrà usare la pistola a feromoni, che ha un effetto tranquillante.

### Personaggi
- Chiru Kondo è la geniale vicina di casa del personaggio principale del gioco, è un Angelo sotto mentite spoglie, mandato sulla terra per sviluppare armi altamente tecnologiche per combattere i Demoni. Sa di essere molto intelligente, ed è abile nel progettare e costruire armi, rappresenta il classico stereotipo del mondo Anime e Manga delle tsundere. Tra le altre cose Chiru pecca di hybrys, visto che racconta di aver voluto spodestare L'Angelo più importante del paradiso, e nel corso della storia ammetterà anche di aver pensato di sterminare in massa gli umani con le sue armi, a seguito di offese ricevute nei giochi online, incarnando la figura dell'angelo sterminatore.  È inoltre appassionata di manga e retro gaming, nonché una hikkomori.
- Nanako Tamasaki è un'amica di infanzia di lunga data del protagonista, ed è metà Umana e metà Demone da parte di padre, è seria, romantica e nel corso della storia necessiterà dell'aiuto del suo amico, e di Risu per imparare a gestire la parte di sé demoniaca.
- Risu L'Angelo è colei che guida, consiglia e spiega al ragazzo come comportarsi per fronteggiare i demoni, è un ingenuo angelo alle prime armi dal carattere dolce, gentile ma determinato.
- Kurona Il Demone è un giovane demone che ama fare scherzi, ed è uno dei migliori dell'Accademia Infernale, tuttavia non è un personaggio veramente malvagio perché nella route di Nanako fungerà da tramite tra il protagonista e la ragazza trasferitasi all'Inferno dal padre. In un'altra situazione, invece una volta rimasta sola con lo studente, Kuorona ammetterà che in fin dei conti pur essendo un Demone, non vuole farsi odiare, ma viole piacere alle persone.